# Tephrina martiniaria
Tephrina martiniaria är en fjärilsart som beskrevs av Charles Oberthür 1876. Tephrina martiniaria ingår i släktet Tephrina och familjen mätare. Inga underarter finns listade i Catalogue of Life.